# Agusan del Sur

Agusan del Surs läge i Filippinerna

Agusan del Sur är en provins på ön Mindanao i Filippinerna. Den ligger i regionen Caraga och har 644 300 invånare (2006) på en yta av 8 966 km². Administrativ huvudort är Prosperidad.
Provinsen är indelad i 13 kommuner och 1 stad. Större städer och orter är Bayugan och Prosperidad.